# Provincia di Belisario Boeto
La provincia di Belisario Boeto è una delle 10 province del dipartimento di Chuquisaca nella Bolivia meridionale. Il capoluogo è la città di Villa Serrano.
Al censimento del 2001 possedeva una popolazione di 12.277 abitanti.

## Geografia antropica

### Suddivisioni amministrative
La provincia è formata dal comune di Villa Serrano